# Ministerio de Defensa Nacional de Uruguay
El Ministerio de Defensa Nacional es la secretaría de Estado que integra el Poder Ejecutivo de Uruguay y tiene como responsabilidad la conducción de la defensa del país junto al Presidente de la República, ejerciendo la supervisión de las Fuerzas Armadas.
La sede del Ministerio de Defensa Nacional se encuentra en el Edificio General Artigas, que anteriormente albergó al Estado Mayor Conjunto y a la embajada de la República de China.

## Historia

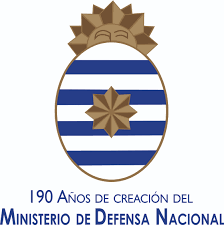
Escudo conmemorativo por los 190 años del ministerio, en 2018.

Como antecedente directo de la creación del Ministerio de Defensa Nacional en 1828, se encuentra la conformación del «Ministerio de Guerra» en 1825, durante la Cruzada Libertadora de los Treinta y Tres Orientales, junto con el Ministerio de Gobierno y el Ministerio de Hacienda.
Tras la firma de la Convención Preliminar de Paz, que dio origen al Estado uruguayo, la Asamblea General Constituyente y Legislativa designó al general José Rondeau como Gobernador Provisorio. El 22 de diciembre de 1828, Rondeau asumió el cargo y formó ese mismo día su gabinete de gobierno, nombrando al coronel Eugenio Garzón como «Ministro de Guerra y Marina» del recién constituido Estado Oriental del Uruguay. En 1933 la Secretaría de Estado adopta la denominación actual de Ministerio de Defensa Nacional.
En 2005, Azucena Berrutti se convirtió en la primera mujer en asumir la titularidad de la carta de Defensa en Uruguay, y una de las primeras en el mundo. En 2010, se aprobó la «Ley Marco de Defensa Nacional» (N.º 18 650), que estableció el marco jurídico que regula la organización de la defensa del país, definiendo su estructura orgánica, sus componentes y competencias. Asimismo, la norma dispuso la creación del Estado Mayor de la Defensa, como órgano asesor y coordinador conjunto de las Fuerzas Armadas, bajo la órbita del ministerio.
El 1 de abril de 2019 el presidente Tabaré Vázquez destituyó al ministro Jorge Menéndez y a toda la cúpula del ministerio, debido a un éscandalo producido por un juicio de Tribunal de Honor a dos militares por delitos ocurridos durante la dictadura cívico-militar (1973-1985). Menéndez fue sucedido por José Bayardi, quien ocupó el cargo hasta el fin de la administración.

## Estructura
La ministro de Defensa Nacional es, desde el 1 de marzo de 2025, Sandra Lazo.
- Las Fuerzas Armadas
  - Jefe del Estado Mayor de la Defensa
  - Comando Mayor del Ejército Nacional
  - Comando General de la Armada Nacional
  - Comando General de la Fuerza Aérea

- Dirección General de Secretaría de Estado
  - Dirección General de la Política de Defensa
  - Dirección General de Asuntos Internacionales
  - Dirección General de Servicios Sociales
  - Dirección General de Formación Militar
  - Dirección Nacional de Pasos de Frontera
- Dirección Nacional de Aviación Civil e Infraestructura Aeronáutica
  - Dirección General de Infraestructura Aeronáutica
  - Dirección General de Aviación Civil
- Dirección Nacional de Sanidad de las Fuerzas Armadas
- Dirección del Servicio de Retiros y Pensiones de las Fuerzas Armadas
- Dirección del Instituto Antártico Uruguayo
- Supremo Tribunal Militar